# Ville de Maitland
La ville de Maitland (en anglais : City of Maitland) est une zone d'administration locale située dans l'État de Nouvelle-Galles du Sud en Australie, dont le chef-lieu est Maitland.

## Géographie
La ville s'étend sur 392 km2 dans la région de l'Hunter, à 180 km au nord de Sydney et à l'ouest de Newcastle.
Outre Maitland, la zone abrite les villes de Rutherford et Telarah, ainsi que les localités d'Aberglasslyn, Allandale, Anambah, Ashtonfield, Berry Park, Bishops Bridge, Bolwarra, Bolwarra Heights, Buchanan, Chisholm, Duckenfield, East Maitland, Farley, Gillieston Heights, Gosforth, Greenhills, Greta, Harpers Hill, Hillsborough, Horseshoe Bend, Lambs Valley, Largs, Lochinvar, Lorn, Louth Park, Luskintyre, Maitland North, Maitland Vale, Melville, Metford, Millers Forest, Mindaribba, Morpeth, Mount Dee, Oakhampton, Oakhampton Heights, Oswald, Phoenix Park, Pitnacree, Raworth, Rosebrook, South Maitland, Tenambit, Thornton, Tocal, Windella, Windermere, Woodberry et Woodville.

## Démographie
| Année | Population |
| ----- | ---------- |
| 2011  | 67 478     |
| 2016  | 77 305     |
| 2021  | 90 226     |

## Politique et administration
Le conseil comprend treize membres, dont le maire, élus pour un mandat de quatre ans. À la suite des élections du 4 décembre 2021, le conseil comprend cinq indépendants, quatre libéraux et quatre travaillistes.

### Liste des maires
| Période        | Période      | Identité       | Étiquette    | Qualité |
| -------------- | ------------ | -------------- | ------------ | ------- |
| septembre 2017 | janvier 2022 | Loretta Baker  | Travailliste |         |
| janvier 2022   | en cours     | Philip Penfold | Indépendant  |         |

La zone est rattachée à la circonscription de Paterson pour les élections fédérales et à celle de Maitland pour les élections à l'Assemblée législative de Nouvelle-Galles du Sud.